# 前705年
| 千纪： | 前1千纪 |
| 世纪： | 前9世纪 \| 前8世纪 \| 前7世纪 |
| 年代： | 前730年代 \| 前720年代 \| 前710年代 \| 前700年代 \| 前690年代 \| 前680年代 \| 前670年代 |
| 年份： | 前710年 \| 前709年 \| 前708年 \| 前707年 \| 前706年 \| 前705年 \| 前704年 \| 前703年 \| 前702年 \| 前701年 \| 前700年 |
| 纪年： | 甲戌年（鼠年）；周桓王林十五年；鲁桓公允七年；齐僖公禄父二十六年；晋小子侯四年；曲沃武公称十一年；卫宣公晋十四年；蔡桓侯封人十年；郑庄公寤生三十九年；曹桓公终生五十二年；燕宣侯六年；陈厉公躍二年；杞武公四十六年；宋庄公冯五年；秦宁公十一年；楚武王熊通三十六年 |

## 大事记
- 亚述國王辛那赫里布繼承薩爾貢二世王位，建都尼尼微。
- 曲沃武公誘殺晉小子侯[1]
- 鄭攻盟、向之戰[2]
- 利兰丁战争

## 出生
- 阿契美尼斯：波斯阿契美尼德王朝的祖先

## 逝世
- 晉小子侯
- 薩爾貢二世